# Stromness
Stromness (gael. Sróimnis) –  miasto Orkadów leżące w archipelagu u północnych wybrzeży Szkocji. 

## Pochodzenie nazwy
Nazwa "Stromness" pochodzi z języka staronordyjskiego Straumsnes. Pierwszy człon nazwy odnosi się do silnych pływów występujących na południe. Nes oznacza przylądek. W czasach wikingów miejsce to zwane było Hamnavoe, czyli bezpieczna przystań.

## Miasto
Dawny port liczył 2190 mieszkańców. Starówka zbudowana jest wokół charakterystycznej ulicy, otoczona domami i sklepami zbudowanymi z miejscowego kamienia, z licznymi wychodzącymi od niej uliczkami i alejkami. Istnieje połączenie promowe ze Stromness do Scrabster.
Pierwsze wzmianki pochodzą z XVI wieku. Miasto stało się ważne jednak w wieku XVII, gdy Anglia będąc w stanie wojny z Francją nie mogła korzystać z kanału La Manche. W roku 1780 w tym miejscu oczekiwano na ekspedycje Cooka.